# Złotomysz amerykańska
Złotomysz amerykańska (Ochrotomys nuttalli) – gatunek ssaka z podrodziny nowików (Neotominae) w obrębie rodziny chomikowatych (Cricetidae).

## Zasięg występowania
Złotomysz amerykańska występuje we wschodniej Ameryce Północnej zamieszkując zależności od podgatunku:
- O. nuttalli nuttalli – od południowej Wirginii na południe do południowo-zachodniej Alabamy (południowo-wschodnie Stany Zjednoczone).
- O. nuttalli aureolus – od Kentucky i Wirginii Zachodniej na południe do północnej Alabamy i północnej Georgii (wschodnie Stany Zjednoczone).
- O. nuttalli flammeus – wschodnia Oklahoma, południowo-zachodnie Missouri i Arkansas (środkowe Stany Zjednoczone).
- O. nuttalli floridanus – Floryda (południowo-wschodnie Stany Zjednoczone).
- O. nuttalli lisae – od południowo-wschodniego Missouri i północnego Illinois na południe do północno-wschodniego Teksasu, Luizjany i Missisipi (południowo-środkowe Stany Zjednoczone).

## Taksonomia
Gatunek po raz pierwszy zgodnie z zasadami nazewnictwa binominalnego opisał w 1832 roku amerykański zoolog i paleontolog Richard Harlan nadając mu nazwę Arvicola nuttalli. Holotyp pochodził z  Norfolk w Wirginii, w Stanach Zjednoczonych. Jedyny przedstawiciel rodzaju złotomysz (Ochrotomys) który opisał w 1909 roku amerykański teriolog Wilfred Hudson Osgood oraz plemienia Ochrotomyini które opisali w 2005 roku amerykańscy teriolodzy Guy G. Musser i Michael D. Carleton.
Autorzy Illustrated Checklist of the Mammals of the World rozpoznają pięć podgatunków.

### Etymologia
- Ochrotomys: gr. ωχρος ōkhros „jasnożółty”[15]; ους ous, ωτος ōtos „ucho”[16]; μυς mus, μυος muos „mysz”[17].
- nuttalli: Thomas Nuttall (1786–1859), angielski botanik i zoolog[18].
- aureolus: łac. aureolus „złoty, błyskotliwy”[19].
- flammeus: łac. flammeus „ognisty, flaming, koloru płomienia, spalony”, od flamma „płomień”, od flagrare „płonąć, palić się”[19].
- floridanus: Floryda, Stany Zjednoczone[19].
- lisae: Lisa Ann Packard (1954–1965), córka amerykańskiego zoologa Roberta L. Packarda[20].

## Morfologia
Długość ciała (bez ogona) 51–115 mm, długość ogona 50–97 mm, długość ucha 11–26 mm, długość tylnej stopy 12–29 mm; masa ciała 18–27 g.

## Tryb życia
Ten mały gryzoń większość życia spędza między pędami dziko rosnących wiciokrzewów i kolcorośli. Buduje wśród nich solidne gniazda, w których może żyć zarówno jeden osobnik, jak i całą rodzina. W innym miejscu złociszka buduje proste gniazdo w kształcie platformy, służące jako jadalnia, gdzie w spokoju zjada stanowiące podstawę jej pokarmu nasiona i orzechy.

## Rozmnażanie
Rozmnaża się od wiosny po początku jesieni. Ciąża trwa około 4 tygodni, a w miocie rodzą się zwykle 2 lub 3 młode.